# 郭舒 (晋朝)
郭舒（3世纪—323年），字稚行，顺阳人。东晋官员。

## 早期仕途
出身寒微。幼年请母亲为他找师傅，一年多就回家了，粗略懂得了为人处事的要义。乡人少府范晷、宗人武陵太守郭景都称郭舒当为后来之秀，终成国器。最初为领军校尉，因擅放司马彪，被下廷尉监狱，世人多认为他仗义。刺史夏侯含辟为西曹，转主簿。夏侯含因事获罪，郭舒自请下狱为夏侯含辩解，使夏侯含脱罪。刺史宗岱命为治中，后因丧母去职。刘弘为荆州牧，引为治中。光熙元年（306年）八月刘弘卒后，司马郭劢作乱，郭舒率将士推刘弘子刘璠为主讨灭之，保全一州。

## 辅佐王澄
永嘉元年（307年）十一月，荆州都督王澄到任，闻郭舒之名，引为别驾，委以公务。王澄终日酣饮，不以政务为意，郭舒常切谏他。天下大乱之际，他又劝王澄修德养威，保全州境。王澄以为乱自京都起，不是一州所能匡御的，虽不能从其言，但看重其忠亮。荆州士人宗庾廞曾因酒忤逆王澄，王澄怒，叱左右棒责他。郭舒厉色对左右说：“使君喝醉了，汝辈何敢妄动！”王澄怒道：“别驾发狂了吗，诳言我醉了！”于是派人掐郭舒的鼻子，烫他的眉头，郭舒跪着承受了。王澄怒气缓解，而宗庾廞得免。
王澄殺降，使得自益州、梁州來的流民推舉首领杜弢造反，局勢危急時，縱酒圖樂的王澄还杀死富人李才，取其家资赐给郭舒，加上拒聽諫言，使得上下怨叛離心離德。六年（312年）十二月，王澄親自出兵時，已故征南将军山简的参军王冲在豫州叛變自称荆州刺史，王澄才開始害怕，先迁于孱陵，不久又奔沓中。郭舒劝谏：“使君临州，虽无优异政绩，也未失众心。今西收华容义兵，足以擒此小丑，奈何自弃。”王澄不能从。王澄败逃后，以郭舒领南郡。王澄又想带郭舒东下，郭舒说：“我郭舒作为州郡官员，不能匡正乱世，却令使君奔逃，我不忍心渡江。”于是留屯沌口，在湖泽里采集野生的稻子养活自己。乡人盗食郭舒的牛，被发现后来谢罪。郭舒说：“卿是饿了所以才吃我的牛，剩下的肉可以与我一起吃。”世人因此佩服他宽宏的度量。
郭舒年轻时与竟陵太守杜曾交厚，杜曾曾征召郭舒，郭舒没有去，杜曾怀恨在心。这时，王澄又调郭舒担任顺阳太守，当时已反叛朝廷的杜曾秘密派兵袭击郭舒，郭舒逃走。

## 辅佐王敦
大将军荆州刺史王敦召郭舒为参军，转从事中郎。大兴二年（319年）四月，晋元帝征王敦堂弟时任荆州刺史王廙为散骑常侍，以梁州刺史周访代为荆州刺史。王敦忌周访威名，意欲为难他。郭舒劝说：“鄙州虽荒弊，乃用武之国，不可以借给人，应该自领，周访做梁州刺史足够了。”王敦从之。周访未能赴任荆州，仍任梁州，因此对王敦很不满，王敦也忌惮他。
三年（320年）八月，周访卒，王敦遣郭舒监襄阳军。新任梁州刺史甘卓到任后，郭舒返回。朝廷征郭舒为右丞，王敦强留不让他赴任。
王敦图谋作乱，郭舒劝谏，王敦不从，派郭舒守武昌。荆州别驾宗澹忌郭舒才能，数次对当时又任荆州刺史的王廙诋毁郭舒。王廙怀疑郭舒与甘卓同谋，秘密告诉王敦，王敦不理睬。高官督护缪坦曾请求把武昌城西的土地设为营地，太守乐凯对王敦说：“老百姓很久以前就买了这块地，种菜供养自己，不应该夺走他们的土地。”王敦大怒说：“我王处仲不来江湖，还有武昌地吗，人们说这是我的地！”乐凯惧怕，不敢说话。郭舒说：“公听舒一言。”王敦说：“王平子因为卿得了狂病，所以掐鼻烫眉头，你旧病复发了吗！”郭舒说：“古之狂就是直，周昌、汲黯、朱云不狂吗？昔日尧立下让人进谏的木牌，舜设置让人进谏的鼓，这以后就不会有冤枉无辜和放纵有罪的事情了。公胜过尧、舜吗？竟然阻止我郭舒，不让我说话，为何与古人相去甚远！”王敦说：“卿想说什么？”郭舒说：“缪坦可以说是个小人，迷惑贻误视听，夺走别人的私地，以强欺弱。晏子说：‘国君认为正确的，其实也有不正确的，由臣子指出，这样才能成就国君的明断，因此我等不敢不说。’”王敦就让缪坦归还了土地，人们都称赞郭舒为人豪壮。王敦敬重郭舒公正诚信，赐予变得丰厚，多次到郭舒家拜访。永昌元年（322年）王敦谋害甘卓后，上表推荐郭舒担任梁州刺史。但次年，郭舒就在任上病卒了。

## 延伸阅读
[在维基数据编辑]
 《晉書/卷043》，出自房玄齡《晉書》